# Kim Yeun-ja
Pour les articles homonymes, voir Kim.
Kim Yeun-ja (hangeul : 김연자 ; RR : Kim Yeon-ja), née le 10 février 1943, est une ancienne joueuse nord-coréenne de volley-ball.
Elle est médaillée de bronze aux Jeux de 1972.

## Carrière
Kim est médaillée de bronze lors des Jeux olympiques d'été de 1972 ainsi qu'aux Mondiaux de 1970.

## Palmarès

### En équipe nationale
- Jeux olympiques
  -  1972 à Munich.

- Championnat du monde féminin
  -  1970 à Varna.